# UTC+14:00

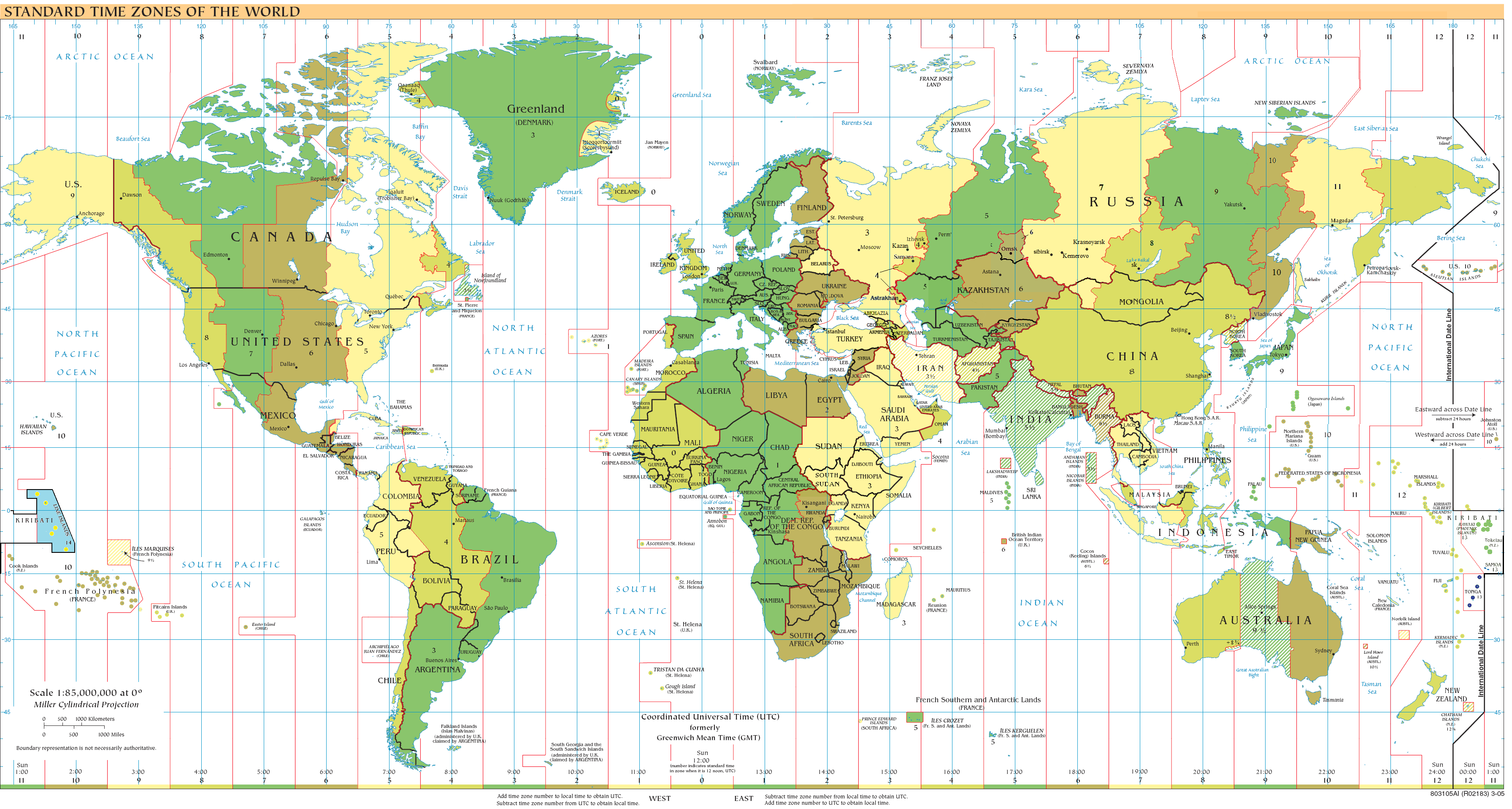
UTC+14:Blau (desembre), taronja (juny), groc (l'any sencer), blau clar (àrees marines)

UTC+14:00 és una zona horària d'UTC amb 14 hores d'avanç sobre l'UTC. És el fus horari més oriental que hi ha actualment, és a dir, el que té més avançament respecte a l'horari GMT.
S'utilitza tot l'any a Kiribati i les Illes de la Línia. A Samoa l'utilitzen com horari d'estiu des del darrer diumenge de setembre al primer diumenge d'abril.